# Câu lạc bộ bóng đá Đông Á Thanh Hóa
Câu lạc bộ bóng đá Đông Á Thanh Hóa là một câu lạc bộ bóng đá chuyên nghiệp tại Việt Nam, có trụ sở ở phường Hạc Thành, tỉnh Thanh Hóa, hiện đang thi đấu tại V.League 1. Câu lạc bộ thuộc quyền quản lý, điều hành và khai thác thương hiệu của Công ty Trách nhiệm hữu hạn Một thành viên Câu lạc bộ bóng đá Đông Á Thanh Hóa.

## Lịch sử

### Giai đoạn 1962–1965
Sau năm 1954, phong trào thể thao và bóng đá ở Thanh Hóa phát triển mạnh, dự định thành lập một đội bóng đá của tỉnh để làm nòng cốt phát triển phong trào bóng đá trong tỉnh.
Năm 1962, để làm nòng cốt phát triển phong trào bóng đá, Ban thể dục thể thao tỉnh Thanh Hóa (tiền thân của Sở Văn hóa - Thể thao - Du lịch Thanh Hóa) đã thành lập Đội bóng đá Thanh niên Thanh Hóa, quy tụ các tài năng bóng đá được tuyển chọn từ các giải phong trào trong địa phương.
Cuối năm 1962, để giải quyết đầu ra cho vận động viên sau khi hoàn thành nhiệm vụ đá bóng, tỉnh Thanh Hóa đã quyết định chuyển đội bóng đá Thanh niên Thanh Hóa về nhà máy cơ khí Thanh Hóa để các cầu thủ vừa chơi bóng vừa học nghề tại nhà máy với tên gọi mới là Đội bóng đá Cơ khí Thanh Hóa.
Năm 1965, tỉnh giải tán đội bóng đá Cơ khí Thanh Hóa và sáp nhập vào Đội bóng đá Công an Thanh Hóa.

### Giai đoạn 2000–2010
Trong những năm cuối thập niên 1990, đội Công an Thanh Hóa thi đấu không ổn định và bị giải thể vào năm 1994, trong khi đó các đội tuyển trẻ của Thanh Hóa do Sở Thể dục thể thao Thanh Hóa quản lý và đào tạo vẫn đạt các thành tích tốt, như chức Vô địch Quốc gia của đội U-19 Thanh Hóa vào năm 1997. Để vực dậy nền bóng đá đã sa sút, Uỷ ban nhân dân (UBND) tỉnh Thanh Hóa đã quyết định thành lập Đoàn bóng đá Thanh Hóa.
Năm 2000, Sở thể dục thể thao đã tái lập Đội bóng đá Thanh Hóa và bắt đầu chơi ở Giải Hạng Nhì Quốc gia 2000–01.
Ngày 11 tháng 5 năm 2005, đội bóng đá Thanh Hóa ký hợp đồng tài trợ trị giá 1,5 tỷ đồng với công ty liên doanh IBD và quyết định ghép tên Halida cũng như đổi tên thành Câu lạc bộ bóng đá Halida Thanh Hóa.
Năm 2008, từ giai đoạn 2 của V-League 2008, đội được chuyển giao cho Tập đoàn Công Thanh tiếp nhận và đội chuyển sang cái tên mới Câu lạc bộ bóng đá Xi măng Công Thanh Thanh Hóa.
Ngày 25 tháng 6 năm 2009, nhà tài trợ Xi măng Công Thanh ngừng tài trợ khi chưa hết mùa giải. Câu lạc bộ bóng đá Xi măng Công Thanh Thanh Hóa được chuyển giao về UBND tỉnh Thanh Hóa và chính thức được dùng tên gọi Câu lạc bộ bóng đá Thanh Hóa lần đầu tiên theo quyết định số 3339/QĐ-UBND do phó Chủ tịch UBND tỉnh Thanh Hóa Vương Văn Việt ký ngày 29 tháng 9 năm 2009.
Ngày 25 tháng 9 năm 2009, Bộ Quốc phòng ra quyết định thu hồi phiên hiệu Thể Công, và chuyển giao đội bóng lại cho Tổng công ty Viettel với tên gọi Câu lạc bộ bóng đá Viettel. Sau khi tập đoàn Viettel tỏ thái độ không mặn mà với bóng đá chuyên nghiệp, lãnh đạo tỉnh Thanh Hóa đã quyết định tiếp nhận suất chơi của câu lạc bộ Viettel đang thi đấu ở V-League. Ngày 7 tháng 11, theo thỏa thuận giữa lãnh đạo tỉnh Thanh Hóa và công ty Viettel, suất chơi V-League và các cầu thủ đội một Viettel được Sở Văn hóa - Thể thao và Du lịch Thanh Hóa tiếp nhận quản lý và được Chủ tịch UBND tỉnh ký quyết định thành lập đội bóng mới với tên gọi Câu lạc bộ bóng đá Viettel–Thanh Hóa. Ngày 24 tháng 12 năm 2009, Câu lạc bộ bóng đá Viettel–Thanh Hóa đổi tên thành Câu lạc bộ bóng đá Lam Sơn Thanh Hóa..
Ngày 18 tháng 1 năm 2010, ông Vương Văn Việt, phó Chủ tịch UBND tỉnh Thanh Hóa - ký quyết định giải tán câu lạc bộ bóng đá Thanh Hóa và sáp nhập vào Câu lạc bộ bóng đá Lam Sơn Thanh Hóa. Đội bắt đầu thi đấu chính thức với trận gặp SHB Đà Nẵng tranh Siêu cúp quốc gia 2009 vào ngày 23 tháng 1 năm 2010 và chơi tại giải bóng đá chuyên nghiệp V-League mùa bóng 2010 bằng suất thi đấu đã được chuyển giao từ Thể Công mà không phải bắt đầu từ giải hạng ba.

### Giai đoạn 2011–2018
Cuối mùa giải 2010, Lam Sơn Thanh Hóa đã chính thức được chuyển giao cho Công ty Cổ phần Bóng đá Lam Sơn Thanh Hóa (tiền thân của công ty Cổ phần bóng đá Thanh Hóa). Ở mùa giải tiếp theo, Hội đồng quản trị của công ty đã quyết định sử dụng lại tên gọi cũ của đội bóng đã từng giải tán trước đó là Câu lạc bộ bóng đá Thanh Hóa.
Sau một thời gian, do gặp nhiều khó khăn về tài chính nên ông Nguyễn Văn Đệ, Chủ tịch câu lạc bộ bóng đá Thanh Hóa đã nhiều lần có đơn xin được chuyển trả đội bóng lại cho Sở Văn hóa - Thể thao và Du lịch tỉnh Thanh Hóa. Trước tình hình đó, lãnh đạo tỉnh đã kêu gọi Tập đoàn FLC, một doanh nghiệp đang đầu tư nhiều dự án quy mô lớn trên địa bàn Thanh Hóa tiếp nhận, đầu tư cho đội bóng.
Ngày 5 tháng 6 năm 2015, Tập đoàn FLC đã chính thức tiếp nhận Câu lạc bộ bóng đá Thanh Hóa từ Công ty Cổ phần Bóng đá Thanh Hóa. Theo đó, toàn bộ nhân sự gồm cán bộ, công nhân viên, người lao động, huấn luyện viên, cầu thủ đội một, các đội trẻ trực thuộc câu lạc bộ, Ban huấn luyện các đội bóng cũng như toàn bộ tài sản, cơ sở vật chất thuộc quyền quản lý của Câu lạc bộ như Trung tâm đào tạo bóng đá trẻ, sân vận động,... đã được bàn giao nguyên trạng về Tập đoàn FLC. Đến ngày 7 tháng 9 năm 2015, Công ty Cổ phần Bóng đá FLC Thanh Hóa được thành lập, với vốn điều lệ 50 tỷ đồng với 3 cổ đông sáng lập là Tập đoàn FLC (sở hữu 80% vốn điều lệ), ông Doãn Văn Phương (Chủ tịch hội đồng quản trị kiêm giám đốc điều hành - 10%) và ông Lê Thành Vinh (10%). Năm 2016, theo thông tin từ Sở Giao dịch chứng khoán TP.HCM (HOSE), Hội đồng quản trị Công ty cổ phần Tập đoàn FLC đã thông qua quyết định thoái vốn tại Công ty cổ phần Bóng đá FLC Thanh Hóa.
Sau 3 năm gắn bó, đến tháng 11 năm 2018, chủ tịch Trịnh Văn Quyết của tập đoàn FLC tuyên bố bỏ bóng đá Thanh Hóa, trả câu lạc bộ FLC Thanh Hóa về cho địa phương.

### Giai đoạn 2019–nay
Ngày 12 tháng 12 năm 2018, Liên đoàn bóng đá Thanh Hóa được giao tiếp nhận và quản lý câu lạc bộ bóng đá FLC Thanh Hóa. Ngày 15 tháng 1 năm 2019, đội bóng xứ Thanh quay lại tên gọi truyền thống Câu lạc bộ bóng đá Thanh Hóa và được quản lý bởi Công ty Trách nhiệm hữu hạn Một thành viên Câu lạc bộ bóng đá Thanh Hóa.
Cuối năm 2020, sau khi chủ tịch Tập đoàn Bất động sản Đông Á Cao Tiến Đoan lên nắm đội, câu lạc bộ chính thức đổi tên thành Câu lạc bộ bóng đá Đông Á Thanh Hoá.
Năm 2023 là 1 năm thành công với câu lạc bộ khi mà đội bóng vô địch Cúp Quốc gia 2023 và Siêu cúp Quốc gia 2023, trong khi đó đội U-19 Thanh Hóa vô địch giải U-19 toàn quốc 2023.

## Kình địch

### Hà Nội
Thanh Hóa cũng chưa bao giờ là đối thủ dễ dàng của đội bóng áo tím. Phần nhiều các trận đấu thường kết thúc với tỷ số hòa hoặc hơn nhau 1 bàn. Những màn rượt đuổi tỷ số luôn là một phần không thể thiếu trong trận đấu giữa hai đội.

## Trang phục thi đấu
| Giai đoạn | Hãng áo đấu | Nhà tài trợ in lên áo đấu | Nhà tài trợ in lên áo đấu |
| Giai đoạn | Hãng áo đấu | 1                         | 2                         |
| --------- | ----------- | ------------------------- | ------------------------- |
| 2011      | Không có    | Veam motor                | Không có                  |
| 2012–2015 | Không có    | Viettel                   | Không có                  |
| 2016–2018 | Mitre       | FLC Group                 | Không có                  |
| 2019–2020 | Jogarbola   | Không có                  | Không có                  |
| 2021      | Jogarbola   | Dong A Group              | Không có                  |
| 2022      | Jogarbola   | Dong A Group              | Bamboo Airways            |
| 2023      | Jogarbola   | Dong A Group              | Không có                  |
| 2023-nay  | Jogarbola   | Casper                    | Không có                  |

| Áo đấu sân nhà | Áo đấu sân nhà | Áo đấu sân nhà |
| -------------- | -------------- | -------------- |
| 2013-2016      | 2017-2018      | 2022           |

| Áo đấu sân khách | Áo đấu sân khách | Áo đấu sân khách | Áo đấu sân khách | Áo đấu sân khách |
| ---------------- | ---------------- | ---------------- | ---------------- | ---------------- |
| 2014             | 2015             | 2016             | 2017-2018        | 2022             |

## Biểu trưng của đội bóng

Trước năm 2008
2008-2009
2009-2010
2010
2011-2015
2015-2018
2019-2020
2021-2025
2025-nay

## Đội hình hiện tại
Tính đến đầu mùa giải 2024-25
Ghi chú: Quốc kỳ chỉ đội tuyển quốc gia được xác định rõ trong điều lệ tư cách FIFA. Các cầu thủ có thể giữ hơn một quốc tịch ngoài FIFA.
| Số | VT | Quốc gia | Cầu thủ                |
| -- | -- | -------- | ---------------------- |
| 1  | TM | Việt Nam | Nguyễn Thanh Thắng     |
| 3  | HV | Việt Nam | Quế Ngọc Hải           |
| 5  | HV | Việt Nam | Phạm Mạnh Hùng         |
| 6  | HV | Brasil   | Igor Salatiel          |
| 7  | HV | Việt Nam | Nguyễn Thanh Long      |
| 8  | TĐ | Việt Nam | Võ Nguyên Hoàng        |
| 10 | TV | Việt Nam | Lê Văn Thắng           |
| 12 | TV | Việt Nam | Nguyễn Thái Sơn        |
| 14 | HV | Việt Nam | Trương Thanh Nam       |
| 15 | HV | Việt Nam | Trịnh Văn Lợi          |
| 18 | HV | Việt Nam | Đinh Viết Tú           |
| 19 | TV | Việt Nam | Lê Quốc Phương         |
| 20 | TĐ | Brasil   | Ribamar                |
| 22 | TV | Lào      | Damoth Thongkhamsavath |
| 23 | TV | Việt Nam | Phạm Trùm Tỉnh         |
| 24 | TV | Việt Nam | Nguyễn Ngọc Mỹ         |

| Số | VT | Quốc gia | Cầu thủ                 |
| -- | -- | -------- | ----------------------- |
| 25 | TM | Việt Nam | Nguyễn Thanh Diệp       |
| 27 | TV | Việt Nam | A Mít                   |
| 28 | TV | Việt Nam | Hoàng Thái Bình         |
| 29 | TV | Việt Nam | Đoàn Ngọc Hà            |
| 30 | TM | Việt Nam | Y Êli Niê               |
| 33 | TĐ | Brasil   | Yago Ramos              |
| 34 | TV | Việt Nam | Doãn Ngọc Tân (đội phó) |
| 45 | TV | Việt Nam | Nguyễn Bá Tiến          |
| 47 | TV | Việt Nam | Lê Văn Thuận            |
| 66 | HV | Việt Nam | Hà Châu Phi             |
| 67 | TM | Việt Nam | Trịnh Xuân Hoàng        |
| 88 | TV | Brasil   | Luiz Antonio            |
| 89 | TV | Việt Nam | Trần Ngọc Quý           |
| 91 | HV | Việt Nam | Đinh Tiến Thành         |
| 95 | TV | Brasil   | Gustavo (đội trưởng)    |

### Không nằm trong danh sách thi đấu
Ghi chú: Quốc kỳ chỉ đội tuyển quốc gia được xác định rõ trong điều lệ tư cách FIFA. Các cầu thủ có thể giữ hơn một quốc tịch ngoài FIFA.
| Số | VT | Quốc gia | Cầu thủ        |
| -- | -- | -------- | -------------- |
| 11 | TĐ | Jamaica  | Rimario Gordon |

| Số | VT | Quốc gia | Cầu thủ           |
| -- | -- | -------- | ----------------- |
| 20 | TV | Việt Nam | Nguyễn Trọng Hùng |

### Cho mượn
Ghi chú: Quốc kỳ chỉ đội tuyển quốc gia được xác định rõ trong điều lệ tư cách FIFA. Các cầu thủ có thể giữ hơn một quốc tịch ngoài FIFA.
| Số | VT | Quốc gia | Cầu thủ                                 |
| -- | -- | -------- | --------------------------------------- |
| 9  | TĐ | Việt Nam | Nguyễn Văn Tùng (cho mượn đến Hòa Bình) |
| 35 | TM | Việt Nam | Lê Anh Tuấn (cho mượn đến Bắc Ninh)     |
| —  | HV | Việt Nam | Nguyễn Văn Dũng (cho mượn đến Hòa Bình) |

| Số | VT | Quốc gia | Cầu thủ                                  |
| -- | -- | -------- | ---------------------------------------- |
| —  | TV | Việt Nam | Hà Minh Đức (cho mượn đến Khánh Hòa)     |
| —  | TĐ | Việt Nam | Nguyễn Văn Tiếp (cho mượn đến Khánh Hòa) |

## Danh hiệu
| Cúp Quốc gia      | 2 | 2023, 2023–24 |
| Siêu cúp Quốc gia | 2 | 2009, 2023    |
| Hạng Nhì Quốc gia | 1 | 2001          |

### Đội trẻ
U-17:  Vô địch: Vô địch (2019)
U-15:  Á quân: Á quân (2019)
U-19:  Vô địch: 1997, 2023,  2014

## Thành tích

### V.League 1
| Chú giải màu sắc | Chú giải màu sắc |
| ---------------- | ---------------- |
| Vô địch          |                  |
| Á quân           |                  |
| Hạng ba          |                  |
| Hạng tư          |                  |
| Thăng hạng       |                  |
| Tranh trụ hạng   | Thắng play-off   |
| Tranh trụ hạng   | Thua play-off    |
| Xuống hạng       |                  |

| Thành tích của Thanh Hóa từ khi V.League được thành lập | Thành tích của Thanh Hóa từ khi V.League được thành lập | Thành tích của Thanh Hóa từ khi V.League được thành lập | Thành tích của Thanh Hóa từ khi V.League được thành lập | Thành tích của Thanh Hóa từ khi V.League được thành lập | Thành tích của Thanh Hóa từ khi V.League được thành lập | Thành tích của Thanh Hóa từ khi V.League được thành lập | Thành tích của Thanh Hóa từ khi V.League được thành lập | Thành tích của Thanh Hóa từ khi V.League được thành lập | Thành tích của Thanh Hóa từ khi V.League được thành lập | Thành tích của Thanh Hóa từ khi V.League được thành lập | Thành tích của Thanh Hóa từ khi V.League được thành lập | Thành tích của Thanh Hóa từ khi V.League được thành lập |
| Mùa                                                     | Hạng đấu                                                | Hạng đấu                                                | Hạng đấu                                                | Thành tích                                              | St                                                      | T                                                       | H                                                       | B                                                       | Bt                                                      | Bb                                                      | Điểm                                                    |                                                         |
| Mùa                                                     | I                                                       | II                                                      | III                                                     | Thành tích                                              | St                                                      | T                                                       | H                                                       | B                                                       | Bt                                                      | Bb                                                      | Điểm                                                    |                                                         |
| ------------------------------------------------------- | ------------------------------------------------------- | ------------------------------------------------------- | ------------------------------------------------------- | ------------------------------------------------------- | ------------------------------------------------------- | ------------------------------------------------------- | ------------------------------------------------------- | ------------------------------------------------------- | ------------------------------------------------------- | ------------------------------------------------------- | ------------------------------------------------------- | ------------------------------------------------------- |
| 2001                                                    |                                                         |                                                         |                                                         | Vô địch                                                 | Không rõ thành tích cụ thể                              | Không rõ thành tích cụ thể                              | Không rõ thành tích cụ thể                              | Không rõ thành tích cụ thể                              | Không rõ thành tích cụ thể                              | Không rõ thành tích cụ thể                              | Không rõ thành tích cụ thể                              |                                                         |
| 2001–02                                                 |                                                         |                                                         |                                                         | Thứ 7                                                   | 22                                                      | 7                                                       | 7                                                       | 8                                                       | 19                                                      | 23                                                      | 28                                                      |                                                         |
| 2003                                                    |                                                         |                                                         |                                                         | Thứ 3                                                   | 22                                                      | 15                                                      | 2                                                       | 5                                                       | 37                                                      | 19                                                      | 47                                                      |                                                         |
| 2004                                                    |                                                         |                                                         |                                                         | Thứ 7                                                   | 22                                                      | 6                                                       | 8                                                       | 8                                                       | 19                                                      | 24                                                      | 26                                                      |                                                         |
| 2005                                                    |                                                         |                                                         |                                                         | Thứ 7                                                   | 22                                                      | 7                                                       | 6                                                       | 9                                                       | 19                                                      | 18                                                      | 27                                                      |                                                         |
| 2006                                                    |                                                         |                                                         |                                                         | Thứ 2                                                   | 26                                                      | 12                                                      | 12                                                      | 2                                                       | 43                                                      | 19                                                      | 48                                                      |                                                         |
| 2007                                                    |                                                         |                                                         |                                                         | Thứ 9                                                   | 26                                                      | 8                                                       | 10                                                      | 8                                                       | 27                                                      | 30                                                      | 34                                                      |                                                         |
| 2008                                                    |                                                         |                                                         |                                                         | Thứ 10                                                  | 26                                                      | 8                                                       | 9                                                       | 9                                                       | 25                                                      | 32                                                      | 33                                                      |                                                         |
| 2009                                                    |                                                         |                                                         |                                                         | Thứ 14                                                  | 26                                                      | 5                                                       | 4                                                       | 17                                                      | 32                                                      | 68                                                      | 19                                                      |                                                         |
| 2010                                                    |                                                         |                                                         |                                                         | Thứ 12                                                  | 26                                                      | 8                                                       | 7                                                       | 11                                                      | 36                                                      | 44                                                      | 31                                                      |                                                         |
| 2011                                                    |                                                         |                                                         |                                                         | Thứ 7                                                   | 26                                                      | 9                                                       | 7                                                       | 10                                                      | 44                                                      | 41                                                      | 34                                                      |                                                         |
| 2012                                                    |                                                         |                                                         |                                                         | Thứ 11                                                  | 26                                                      | 9                                                       | 5                                                       | 12                                                      | 32                                                      | 36                                                      | 32                                                      |                                                         |
| 2013                                                    |                                                         |                                                         |                                                         | Thứ 5                                                   | 20                                                      | 9                                                       | 6                                                       | 5                                                       | 40                                                      | 33                                                      | 33                                                      |                                                         |
| 2014                                                    |                                                         |                                                         |                                                         | Thứ 3                                                   | 22                                                      | 12                                                      | 4                                                       | 6                                                       | 33                                                      | 34                                                      | 40                                                      |                                                         |
| 2015                                                    |                                                         |                                                         |                                                         | Thứ 3                                                   | 26                                                      | 13                                                      | 5                                                       | 8                                                       | 42                                                      | 44                                                      | 44                                                      |                                                         |
| 2016                                                    |                                                         |                                                         |                                                         | Thứ 6                                                   | 26                                                      | 12                                                      | 6                                                       | 8                                                       | 51                                                      | 42                                                      | 42                                                      |                                                         |
| 2017                                                    |                                                         |                                                         |                                                         | Thứ 2                                                   | 26                                                      | 13                                                      | 9                                                       | 4                                                       | 44                                                      | 29                                                      | 48                                                      |                                                         |
| 2018                                                    |                                                         |                                                         |                                                         | Thứ 2                                                   | 26                                                      | 13                                                      | 7                                                       | 6                                                       | 43                                                      | 29                                                      | 46                                                      |                                                         |
| 2019                                                    |                                                         |                                                         |                                                         | Thứ 13                                                  | 26                                                      | 6                                                       | 7                                                       | 13                                                      | 36                                                      | 52                                                      | 26                                                      |                                                         |
| 2020                                                    |                                                         |                                                         |                                                         | Thứ 11                                                  | 18                                                      | 5                                                       | 6                                                       | 7                                                       | 16                                                      | 22                                                      | 21                                                      |                                                         |
| 2021                                                    |                                                         |                                                         |                                                         | Mùa giải bị hủy vì COVID-19                             | Mùa giải bị hủy vì COVID-19                             | Mùa giải bị hủy vì COVID-19                             | Mùa giải bị hủy vì COVID-19                             | Mùa giải bị hủy vì COVID-19                             | Mùa giải bị hủy vì COVID-19                             | Mùa giải bị hủy vì COVID-19                             | Mùa giải bị hủy vì COVID-19                             |                                                         |
| 2022                                                    |                                                         |                                                         |                                                         | Thứ 8                                                   | 24                                                      | 8                                                       | 4                                                       | 12                                                      | 27                                                      | 27                                                      | 28                                                      |                                                         |
| 2023                                                    |                                                         |                                                         |                                                         | Thứ 4                                                   | 20                                                      | 8                                                       | 7                                                       | 5                                                       | 27                                                      | 22                                                      | 31                                                      |                                                         |
| 2023–24                                                 |                                                         |                                                         |                                                         | Thứ 8                                                   | 26                                                      | 9                                                       | 8                                                       | 9                                                       | 34                                                      | 39                                                      | 35                                                      |                                                         |
| 2024–25                                                 |                                                         |                                                         |                                                         | Thứ 8                                                   | 26                                                      | 7                                                       | 10                                                      | 9                                                       | 32                                                      | 33                                                      | 31                                                      |                                                         |

### Cúp quốc gia
| Thành tích của Đông á Thanh Hóa tại Giải bóng đá Cúp quốc gia | Thành tích của Đông á Thanh Hóa tại Giải bóng đá Cúp quốc gia | Thành tích của Đông á Thanh Hóa tại Giải bóng đá Cúp quốc gia | Thành tích của Đông á Thanh Hóa tại Giải bóng đá Cúp quốc gia | Thành tích của Đông á Thanh Hóa tại Giải bóng đá Cúp quốc gia | Thành tích của Đông á Thanh Hóa tại Giải bóng đá Cúp quốc gia | Thành tích của Đông á Thanh Hóa tại Giải bóng đá Cúp quốc gia | Thành tích của Đông á Thanh Hóa tại Giải bóng đá Cúp quốc gia |
| Năm                                                           | Vòng                                                          | Ngày                                                          | Đối thủ                                                       | Kết quả (Đông á Thanh Hóa bên trái)                           | Kết quả (Đông á Thanh Hóa bên trái)                           | Thành tích                                                    |                                                               |
| Năm                                                           | Vòng                                                          | Ngày                                                          | Đối thủ                                                       | Tỷ số                                                         | Chung cuộc                                                    | Thành tích                                                    |                                                               |
| ------------------------------------------------------------- | ------------------------------------------------------------- | ------------------------------------------------------------- | ------------------------------------------------------------- | ------------------------------------------------------------- | ------------------------------------------------------------- | ------------------------------------------------------------- | ------------------------------------------------------------- |
| 2019 (Thanh Hóa)                                              | 1/8                                                           | 29/06/2019                                                    | Hải Phòng                                                     | 1-2                                                           | 1-2                                                           | 1/8                                                           |                                                               |
| 2020 (Thanh Hóa)                                              | Vòng loại                                                     | 25/05/2020                                                    | Phố Hiến                                                      | 2-1                                                           | 2-1                                                           | 1/8                                                           |                                                               |
| 2020 (Thanh Hóa)                                              | 1/8                                                           | 31/05/2020                                                    | Becamex Bình Dương                                            | 0-1                                                           | 0-1                                                           | 1/8                                                           |                                                               |
| 2021 (Đông á Thanh Hóa)                                       | Vòng loại                                                     | 24/04/2021                                                    | Đắk Lắk                                                       | 0-3                                                           | 0-3                                                           | Vòng loại                                                     |                                                               |
| 2022 (Đông á Thanh Hóa)                                       | 1/8                                                           | 10/04/2022                                                    | Long An                                                       | 4-0                                                           | 4-0                                                           | Bán kết                                                       |                                                               |
| 2022 (Đông á Thanh Hóa)                                       | Tứ kết                                                        | 07/09/2022                                                    | Bà Rịa – Vũng Tàu                                             | 3-1                                                           | 3-1                                                           | Bán kết                                                       |                                                               |
| 2022 (Đông á Thanh Hóa)                                       | Bán kết                                                       | 23/11/2022                                                    | Topenland Bình Định                                           | 0-4                                                           | 0-4                                                           | Bán kết                                                       |                                                               |
| 2023 (Đông á Thanh Hóa)                                       | 1/8                                                           | 06/07/2023                                                    | Bà Rịa – Vũng Tàu                                             | 4-0                                                           | 4-0                                                           | Vô địch                                                       |                                                               |
| 2023 (Đông á Thanh Hóa)                                       | Tứ kết                                                        | 10/07/2023                                                    | Phù Đổng                                                      | 1-0                                                           | 1-0                                                           | Vô địch                                                       |                                                               |
| 2023 (Đông á Thanh Hóa)                                       | Bán kết                                                       | 16/08/2023                                                    | PVF–CAND                                                      | 4-1                                                           | 4-1                                                           | Vô địch                                                       |                                                               |
| 2023 (Đông á Thanh Hóa)                                       | Chung kết                                                     | 20/08/2023                                                    | Viettel                                                       | 0-0(Pen 5-3)                                                  | 0-0(Pen 5-3)                                                  | Vô địch                                                       |                                                               |
| 2023–24 (Đông á Thanh Hóa)                                    | 1/8                                                           | 12/03/2024                                                    | Phù Đổng Ninh Bình                                            | 4-0                                                           | 4-0                                                           | Vô địch                                                       |                                                               |
| 2023–24 (Đông á Thanh Hóa)                                    | Tứ kết                                                        | 29/04/2024                                                    | Hải Phòng                                                     | 1-1(Pen 4-2)                                                  | 1-1(Pen 4-2)                                                  | Vô địch                                                       |                                                               |
| 2023–24 (Đông á Thanh Hóa)                                    | Bán kết                                                       | 04/07/2024                                                    | Thép Xanh Nam Định                                            | 2-1                                                           | 2-1                                                           | Vô địch                                                       |                                                               |
| 2023–24 (Đông á Thanh Hóa)                                    | Chung kết                                                     | 07/07/2024                                                    | Hà Nội                                                        | 0-0(Pen 9-8)                                                  | 0-0(Pen 9-8)                                                  | Vô địch                                                       |                                                               |
| 2024-25(Đông Á Thanh Hóa)                                     | 1/8                                                           | 04/03/2025                                                    | Hải Phòng                                                     | 0-1                                                           | 0-1                                                           | 1/8                                                           |                                                               |

### Thành tích tại các Cúp quốc tế
| Thành tích của Đông Á Thanh Hóa tại các giải cấp châu lục | Thành tích của Đông Á Thanh Hóa tại các giải cấp châu lục | Thành tích của Đông Á Thanh Hóa tại các giải cấp châu lục | Thành tích của Đông Á Thanh Hóa tại các giải cấp châu lục | Thành tích của Đông Á Thanh Hóa tại các giải cấp châu lục | Thành tích của Đông Á Thanh Hóa tại các giải cấp châu lục | Thành tích của Đông Á Thanh Hóa tại các giải cấp châu lục | Thành tích của Đông Á Thanh Hóa tại các giải cấp châu lục | Thành tích của Đông Á Thanh Hóa tại các giải cấp châu lục | Thành tích của Đông Á Thanh Hóa tại các giải cấp châu lục | Thành tích của Đông Á Thanh Hóa tại các giải cấp châu lục | Thành tích của Đông Á Thanh Hóa tại các giải cấp châu lục | Thành tích của Đông Á Thanh Hóa tại các giải cấp châu lục |
| Năm                                                       | Vòng đấu                                                  | St                                                        | T                                                         | H                                                         | B                                                         | Bt                                                        | Bb                                                        | Điểm                                                      | Đối thủ                                                   | Sân nhà                                                   | Sân khách                                                 | Thành tích                                                |
| --------------------------------------------------------- | --------------------------------------------------------- | --------------------------------------------------------- | --------------------------------------------------------- | --------------------------------------------------------- | --------------------------------------------------------- | --------------------------------------------------------- | --------------------------------------------------------- | --------------------------------------------------------- | --------------------------------------------------------- | --------------------------------------------------------- | --------------------------------------------------------- | --------------------------------------------------------- |
| AFC Champions League                                      |                                                           |                                                           |                                                           |                                                           |                                                           |                                                           |                                                           |                                                           |                                                           |                                                           |                                                           |                                                           |
| 2018                                                      | Vòng loại thứ 2                                           | 1                                                         | 1                                                         | 0                                                         | 0                                                         | 4                                                         | 2                                                         | 3                                                         | Eastern                                                   |                                                           | 4-2                                                       | Vòng play-off (Xuống chơi tại vòng bảng AFC Cup 2018)     |
| 2018                                                      | Vòng play-off                                             | 1                                                         | 0                                                         | 0                                                         | 1                                                         | 1                                                         | 5                                                         | 0                                                         | Suwon Samsung Bluewings                                   |                                                           | 1-5                                                       | Vòng play-off (Xuống chơi tại vòng bảng AFC Cup 2018)     |
| Tổng cộng                                                 | 1 lần tham dự                                             | 2                                                         | 1                                                         | 0                                                         | 1                                                         | 5                                                         | 7                                                         | 3                                                         | -                                                         | -                                                         | -                                                         | Vòng play-off                                             |
| AFC Cup                                                   |                                                           |                                                           |                                                           |                                                           |                                                           |                                                           |                                                           |                                                           |                                                           |                                                           |                                                           |                                                           |
| 2018                                                      | Vòng bảng                                                 | 6                                                         | 1                                                         | 3                                                         | 2                                                         | 9                                                         | 11                                                        | 6                                                         | Bali United                                               | 0-0                                                       | 1-3                                                       | Đứng 3/4 bảng G                                           |
| 2018                                                      | Vòng bảng                                                 | 6                                                         | 1                                                         | 3                                                         | 2                                                         | 9                                                         | 11                                                        | 6                                                         | Global Cebu                                               | 1-0                                                       | 3-3                                                       | Đứng 3/4 bảng G                                           |
| 2018                                                      | Vòng bảng                                                 | 6                                                         | 1                                                         | 3                                                         | 2                                                         | 9                                                         | 11                                                        | 6                                                         | Yangon United                                             | 3-3                                                       | 1-2                                                       | Đứng 3/4 bảng G                                           |
| Tổng cộng                                                 | 1 lần tham dự                                             | 6                                                         | 1                                                         | 3                                                         | 2                                                         | 9                                                         | 11                                                        | 6                                                         | -                                                         | -                                                         | -                                                         | Vòng bảng                                                 |
| Shopee Cup                                                |                                                           |                                                           |                                                           |                                                           |                                                           |                                                           |                                                           |                                                           |                                                           |                                                           |                                                           |                                                           |
| 2024-25                                                   | Vòng bảng                                                 | 5                                                         | 1                                                         | 3                                                         | 1                                                         | 6                                                         | 7                                                         | 6                                                         | Shan United                                               | 3-1                                                       |                                                           | Đứng 5/6 bảng A                                           |
| 2024-25                                                   | Vòng bảng                                                 | 5                                                         | 1                                                         | 3                                                         | 1                                                         | 6                                                         | 7                                                         | 6                                                         | Terengganu                                                |                                                           | 2-2                                                       | Đứng 5/6 bảng A                                           |
| 2024-25                                                   | Vòng bảng                                                 | 5                                                         | 1                                                         | 3                                                         | 1                                                         | 6                                                         | 7                                                         | 6                                                         | BG Pathum United                                          |                                                           | 1-1                                                       | Đứng 5/6 bảng A                                           |
| 2024-25                                                   | Vòng bảng                                                 | 5                                                         | 1                                                         | 3                                                         | 1                                                         | 6                                                         | 7                                                         | 6                                                         | Preah Khan Reach Svay Rieng                               | 0-0                                                       |                                                           | Đứng 5/6 bảng A                                           |
| 2024-25                                                   | Vòng bảng                                                 | 5                                                         | 1                                                         | 3                                                         | 1                                                         | 6                                                         | 7                                                         | 6                                                         | PSM Makassar                                              |                                                           | 0-3                                                       | Đứng 5/6 bảng A                                           |
| Tổng cộng                                                 | 1 lần tham dự                                             | 5                                                         | 1                                                         | 3                                                         | 1                                                         | 6                                                         | 7                                                         | 6                                                         | -                                                         | -                                                         | -                                                         | Vòng bảng                                                 |